# Los Hermanos Rosario
Los Hermanos Rosario è un'orchestra dominicana di Merengue, i cui componenti sono tutti fratelli, che è stata costituita ad Higuey nel maggio del 1978.

## Storia
Il primo tour internazionale del gruppo è stato effettuato negli Stati Uniti dal 23 aprile al 18 maggio 1983. In questo tour Los Hermanos Rosario hanno dovuto rinunciare a Pepe Rosario, uno dei fratelli maggiori, direttore musicale e pianista del gruppo, assassinato poco prima. Questa situazione ha comunque obbligato il gruppo ad interrompere l'attività per lungo tempo.
Dopo essersi ripresi da questo evento, i fratelli Rosario hanno formato nuovamente la loro orchestra, e fin dal loro primo LP che conteneva brani come "Las Locas", "Maria Guayando", "Vengo Acabando", "Bonifacio", hanno ottenuto numerosi successi.
Nel 1991 il gruppo ha realizzato "Insuperable", un L.P. prodotto de Rafa Rosario. La canzone "Mil Horas" contenuta nel disco è stata inclusa nella colonna sonora del film "Tacchi a spillo" di Pedro Almodóvar.

## Discografia
Acabando (1987)
1. Borron Y Cuenta Nueva
2. Nunca Más
3. Mi Morena
4. Hipocresía
5. Adolescente
6. La Voy A Olvidar (La Copa)
7. La Luna Coqueta
8. Señora

Otra Vez (1988)
1. Llorando Se Fue
2. Ingrata
3. Equivocada Estas
4. Rubia De Fuego
5. La Parranda
6. Si Te Vas
7. Mi Tonto Amor
8. Un Loco Amor

Fuera De Serie (1990)
1. Bomba
2. Cumande
3. Esa Morena
4. Loquito Por Ti
5. No Me Preguntes (Mis Amores)
6. Comprendeme
7. Ven Repitelo
8. Niña Bonita
9. Por Ella
10. Dime

Insuperables (1991)
1. Mil Horas
2. Hola
3. Tonta
4. Me Vas A Buscar
5. De Que Presumes
6. Desde Que La Vi
7. Brindame Una Copa
8. Pá Entro
9. Amor En Batalla
10. Ayer La Vi

Los Mundialmente Sabrosos (1993)
1. Amor Amor
2. El Desdichado
3. Esclavo De Tu Amor
4. En Cuarentena
5. Perdido Por ti
6. Ay! Que Mujer
7. Morena Ven
8. Otro Ocupa Mi Lugar
9. La Otra
10. La Juma
11. Buena Suerte
12. Pa que Quererte

Los Dueños Del Swing (1995) 
1. La Dueña Del Swing
2. Oleila
3. Video Clip
4. Fuiste Tú
5. Copita De Campagne
6. Pideme La Luna
7. Caramelo
8. Mujeres Calientes
9. Ay! Que Soledad
10. La Cleptomana
11. Mamá
12. Mujer Prohibida
13. Un Día En Nueva York

Y Es Fácil! (1997)
1. Fin De Semana
2. Besos Robados
3. Detelengao (El Baile)
4. Collar De Perlas
5. Y Es Fácil!
6. Chica Pum
7. La Candelosa
8. Rompecintura
9. Llorando Una Pena
10. Digale Que No
11. Amor De Madrugada
12. Ella Se Fue
13. Y Volviste
14. No Puedo Vivir
15. Fin De Semana (Navidades) Bonus Track

Bomba 2000 (1999)
1. Siento
2. Me Tiene Loco
3. Un Beso y Una Flor
4. Vidita Mia
5. Los Cueros
6. Frenando En El Aro
7. Cintura De Fuego
8. Ya Me Liberé
9. Que Vengan
10. Fuiste Mia Un Verano
11. Hay Algo En Ti
12. Usted Me Dejo Llorando

Swing A Domicilio (2002)
1. Merengue Bomba
2. Por Amor
3. Sube Y Baja
4. Yo Necesito
5. Contigo
6. Para Olvidarme De Ella
7. Todo Lo Que Tengo
8. Lo Siento
9. Viento A Mi Favor
10. Estoy Amando
11. A Tu Recuerdo
12. Cuando Un Amor

Aura (2007) 
1. Con Agua Y Jabon
2. Alo
3. Tengo Envidia
4. Rumba
5. El Culpable
6. Por Ti
7. El Milagro De Tus Ojos
8. Higueyano
9. Tu Querias Mas
10. Te Eche De Menos
11. Otra Vez A Sufrir
12. Me Voy Pal Pueblo
13. Karen